# Фуриани
Фуриани (фр. Furiani, корс. Furiani) — коммуна во Франции, находится в регионе Корсика. Департамент коммуны — Верхняя Корсика. Входит в состав кантона Бастия-6. Округ коммуны — Бастия.
Код INSEE коммуны — 2B120.

## Население
Население коммуны на 2008 год составляло 4731 человек.
| 1962 | 1968 | 1975 | 1982 | 1990 | 1999 | 2008 |
| ---- | ---- | ---- | ---- | ---- | ---- | ---- |
| 362  | 414  | 565  | 1323 | 3286 | 3902 | 4731 |

## Экономика
В 2007 году среди 3317 человек в трудоспособном возрасте (15—64 лет) 2284 были экономически активными, 1033 — неактивными (показатель активности — 68,9 %, в 1999 году было 63,3 %). Из 2284 активных работали 2055 человек (1135 мужчин и 920 женщин), безработных было 229 (114 мужчин и 115 женщин). Среди 1033 неактивных 300 человек были учениками или студентами, 260 — пенсионерами, 473 были неактивными по другим причинам.

## Фотогалерея
- Фуриани
- Часовня св. Марии
- Башня Паулины
- Стадион
(декабрь 2009)